# Парламентские выборы в Монголии (1960)
Выборы 1960 года в монгольский парламент прошли 19 июня. Единственной партией, участвовавший в них была Монгольская народно-революционная партия, так как тогда в Монголии действовала однопартийная система.

## Выдвижение кандидатов
При социалистической системе в Монголии партийный аппарат имел право выдвинуть кандидата от субъекта, в депутаты отбирались высокопоставленные должностные лица.

## Принятие конституции
6 июля новоизбранный парламент принял новую конституцию Монгольской народной республики.

## Результаты
| Партия                                   | Голоса  | %      | Места | Изменение |
| ---------------------------------------- | ------- | ------ | ----- | --------- |
| Монгольская народно-революционная партия |         | 77,52% | 207   | ▲29       |
| Независимые                              |         | 22,48% | 60    | ▲ 5       |
| Испорченные/недействительные бюллетени   |         | 0%     | -     | ▬ 0%      |
| Всего                                    | 525,940 | 100%   | 267   | ▲34       |
| Источник: -                              |         |        |       |           |

### Явка
Явка на выборах составила 99.98%, 83 человека не пришло на выборы.